# Kennwort: Reiher
Kennwort: Reiher är en tysk krigsfilm från 1964 i regi av Rudolf Jugert.
Filmen bygger på Charles Langbridge Morgans roman Flodlinjen.

## Rollista i urval
- Peter van Eyck - der Reiher (Hägern)
- Marie Versini - Marie
- Walter Rilla - Pierre, Maries far
- Fritz Wepper - Philip
- Charlie Hickman - Frewers
- Geoffrey Toone - Julian
- Max Haufler - Dubois
- Elfriede Kuzmany - madame Claire
- Dany Mann - madame Claires dotter
- Werner Lieven - pastorn